# Tarte à la papette
Pour les articles homonymes, voir Papette.
La tarte à la papette, généralement dénommée simplement papette, constitue le dessert traditionnel du Pays de Gex dans l'Ain (France). Ce type de dessert trouve diverses déclinaisons à travers la région incluant l'Ain, le département du Jura et le canton de Vaud (Suisse).

## Étymologie
Le terme «  papette » est un vieux mot de dialecte bourguignon et romand désignant une bouillie ou une soupe épaisse ; en l'occurrence, il désigne la garniture de la tarte.

## Ingrédients
La tarte à la papette est constituée d'un fond de tarte en pâte briochée rempli d'une crème pâtissière (la papette) cuite au four en même temps que la pâte. Elle était originellement cuite dans le four du boulanger, et l'on peut encore parfois la déguster cuite au feu de bois lorsqu'elle est servie à l'occasion de festivités. Selon les habitudes locales, la crème est parfumée à la vanille ou à la fleur d'oranger.

## Aire géographique
La papette est largement présente dans le Pays de Gex où on la trouve dans toutes les boulangeries-pâtisseries artisanales ; c'est le cas par exemple des trois boulangeries traditionnelles de Gex. Très appréciée des Gessiens qui la dégustent régulièrement, elle constitue le dessert traditionnel des manifestations organisées par les communes ou les associations locales. En effet, elle est facile à confectionner en grande quantité et à découper en parts individuelles, et elle peut se déguster sans couverts.
On trouve des préparations voisines plus au sud, dans le Bugey, sous le nom de tarte à la gomme, et plus au nord, dans le Haut-Jura, sous le nom de papet jurassien, à l'est dans le canton de Vaud, sous le nom de salée au sucre.